# Scalidognathus oreophilus
Scalidognathus oreophilus är en spindelart som beskrevs av Simon 1892. Scalidognathus oreophilus ingår i släktet Scalidognathus och familjen Idiopidae.
Artens utbredningsområde är Sri Lanka. Inga underarter finns listade i Catalogue of Life.